# KFNB – Antilope I bis Mazeppa
| KFNB „ANTILOPE I“ bis „MAZEPPA“ | KFNB „ANTILOPE I“ bis „MAZEPPA“ | KFNB „ANTILOPE I“ bis „MAZEPPA“ |
| ------------------------------- | ------------------------------- | ------------------------------- |
| KFNB „Mazeppa“                  |                                 |                                 |
| Technische Daten                |                                 |                                 |
|                                 | 1865                            | Reko nach 1867                  |
| Bauart                          | 1B n2                           | 1B n2                           |
| Zylinder-Ø                      | 421 mm                          | 421 mm                          |
| Kolbenhub                       | 580 mm                          | 580 mm                          |
| Treibrad-Ø                      | 1897 mm                         | 1897 mm                         |
| Laufrad-Ø vorne                 | 1264 mm                         | 1264 mm                         |
| Laufrad-Ø hinten                | –                               | –                               |
| Fester Radstand                 | k. A.                           | 4346 mm                         |
| Gesamtradstand                  | k. A.                           | 4346 mm                         |
| Gesamtradstand + Tender         | k. A.                           | k. A.                           |
| Heizfl. d. Rohre                | 87,3 m²                         | 96,3 m²                         |
| Heizfl. d. Feuerbüchse          | 6,3 m²                          | 7,6 m²                          |
| Rostfl.                         | k. A.                           | 0,98 m²                         |
| Dampfdruck                      | 5,4                             | 6,5                             |
| Gewicht (leer)                  | k. A.                           | k. A.                           |
| Adhäsionsgewicht                | k. A.                           | 19,9 t                          |
| Dienstgewicht                   | k. A.                           | 30,7 t                          |
| Dienstgewicht + Tender          | k. A.                           | k. A.                           |
| Gesamtgewicht                   | 93,6 t                          | 103,9 t                         |
| Wasser                          | k. A.                           | k. A.                           |
| Kohle                           | k. A.                           | k. A.                           |
| Länge                           | k. A.                           | 7,672 m                         |
| Länge + Tender                  | k. A.                           | k. A.                           |
| Höhe                            | k. A.                           | k. A.                           |

Die Dampflokomotiven „ANTILOPE I“ bis „MAZEPPA“ waren Personenzuglokomotiven der KFNB. Sie wurden 1857 von der Lokomotivfabrik der StEG in Wien an die KFNB mit der Achsformel 1B geliefert. Die Maschinen hatten innen liegende Zylinder und eine zwischen den Kuppelachsen weit durchhängende Feuerbüchse mit dem damit zusammenhängenden Problem, dass die letzte Achse nicht genügend belastet war. Auffallend waren die eckigen Radkästen über den gekuppelten Rädern.
Die Maschinen wurden nach 1867 neu bekesselt.
Vier der sechs Maschinen wurden bereits 1868 ausgeschieden, die restlichen beiden, die „MAZEPPA“ und die „STEPHENSON“ folgten 1874.